# North Riding of Yorkshire
Il North Riding of Yorkshire è una delle tre suddivisioni storiche dello Yorkshire, in Inghilterra, insieme all'East e West Riding. La suddivisione amministrativa fu fondata nel 1889 e aveva sede a Northallerton. Nel 1974 furono cancellate sia la suddivisione amministrativa che l'area di Luogotenenza corrispondenti ai confini del Riding, al posto della maggior parte del quale fu istituita la contea del North Yorkshire, oltre alla contea di Durham e alla contea di Cleveland, poi a sua volta abolita.